# Pomnik Aleksandra Suworowa w Tyraspolu
Pomnik Aleksandra Suworowa – wzniesiony w 1979 r. pomnik konny w centrum Tyraspola, na placu, który również nosi imię rosyjskiego generała i zarazem założyciela miasta. Jeden z nieoficjalnych symboli miasta i całego nieuznawanego międzynarodowo państwa naddniestrzańskiego.

## Historia i opis
Pomnik Aleksandra Suworowa został odlany z brązu przez rzeźbiarzy Władimira i Walentina Artamonowów według projektu architektów Drużynina i Czistiakowa. Figura generała na koniu ma wysokość dziewięciu metrów. Autorzy pomnika otrzymali za swoją pracę złoty medal im. Jewgienija Wuczeticza.
Pomnik usytuowany jest na miejscu, gdzie w 1792 r. Rosjanie rozpoczęli budowanie twierdzy, a następnie urządzanie miasta. Obecnie jest to plac noszący również imię Suworowa. Został odsłonięty 24 listopada 1979 r. Od tego momentu był wielokrotnie czyszczony, przeprowadzono także kapitalny remont postumentu, zaś w 2013 r. zapowiedziano kolejną renowację.